# Jauru
Jauru este un oraș în Mato Grosso (MT), Brazilia.